# Ralf Rothmann
Ralf Rothmann (Schleswig, 10 maggio 1953) è uno scrittore, poeta e drammaturgo tedesco. Cresciuto nella regione della Ruhr, dal 1976 vive a Berlino.

## Biografia
Dopo l'infanzia trascorsa in un paese dello Schleswig-Holstein, il Land più settentrionale della Germania federale, in una famiglia di lavoratori agricoli, si trasferì con i genitori e il fratello a Oberhausen nel bacino della Ruhr, dove il padre divenne minatore nelle miniere di carbone. Il giovane Rothmann, dopo un apprendistato da muratore, fece esperienza nei cantieri, poi lavorò come cuoco e autista, prima di appassionarsi alla scrittura.
Nel 1976 si trasferisce a Berlino ovest. L'esordio letterario è del 1984, con un volume di poesie. La prima opera in prosa è il racconto Messers Schneide del 1986, edito da Suhrkamp. Tra gli anni Ottanta e Novanta Rothmann compie diversi viaggi negli Stati Uniti e in America Latina, fa lunghi soggiorni nelle isole della Grecia e sul mare del Nord. Nel '94 è writer in residence a Oberlin, Ohio, Usa. Dopo la Riunificazione tedesca abita per qualche tempo nella parte est della capitale, per poi stabilirsi a Berlin-Frohnau, nel nord.
La sua notorietà internazionale si consolida in anni più recenti, a partire dal 2015, con il romanzo Im Frühling sterben (Morire in primavera), tradotto in venticinque lingue. Tra i temi principali che caratterizzano la sua opera narrativa si segnalano: il ricordo della propria infanzia e giovinezza in un famiglia proletaria della Ruhr; il passaggio dal mondo agricolo o minerario alla vita emancipata nella grande città (in particolare Berlino); il periodo di transizione della Germania tra la fine della Seconda guerra mondiale sotto l'amministrazione degli Alleati e gli anni del dopoguerra, con la ricostruzione economica e morale della Bundesrepublik. Quest'ultima vena riguardante la storia tedesca post 1945 ispira una trilogia iniziata con Im Frühling sterben, proseguita con Der Gott jenes Sommers e conclusa con Die Nacht unterm Schnee. Rothmann ha pubblicato, negli anni, diverse raccolte di racconti, un genere a cui è particolarmente affezionato. Il suo editore è, sin dagli esordi, Suhrkamp Verlag.
Ralf Rothmann è stato insignito di numerosi premi letterari. Tra questi:
- Literaturpreis Ruhrgebiet, 1996
- Literaturpreis der Konrad-Adenauer-Stiftung, 2008
- Hans-Fallada-Preis, 2008
- Friedrich-Hölderlin-Preis, 2013
- Kleist-Preis, 2017,
- Uwe-Johnson-Preis, 2018
- HWA Gold Crown for Historical Fiction, 2018
- Thomas-Mann-Preis, 2023

## Opere principali
- Messers Schneide (Erzählung), Suhrkamp, Frankfurt am Main, 1986
- Stier, Suhrkamp, Frankfurt am Main, 1991
- Flieh, mein Freund!, Suhrkamp, Frankfurt am Main, 1998
- Milch und Kohle, Suhrkamp, Frankfurt am Main, 2000
- Hitze, Suhrkamp, Frankfurt am Main, 2003
- Feuer brennt nicht, Suhrkamp, Frankfurt am Main, 2009
- Shakespeares Hühner (Erzählungen), Suhrkamp, Berlin, 2012
- Im Frühling sterben, Suhrkamp, Berlin, 2015
- Der Gott jenes Sommers, Suhrkamp, Berlin, 2018
- Hotel der Schlaflosen (Erzählungen), Suhrkamp, Berlin, 2020
- Die Nacht unterm Schnee, Suhrkamp, Berlin, 2022

## Opere tradotte in italiano
- Morire in primavera (Im Frühling sterben), traduzione di Riccardo Cravero, Neri Pozza, Vicenza, 2016, ISBN 978-88-545-1162-0.
- Il dio di una estate (Der Gott jenes Sommers), traduzione di Riccardo Cravero, Neri Pozza, Vicenza, 2019, ISBN 978-88-545-1792-9
- Hotel degli insonni (Hotel der Schlaflosen), traduzione di Enrico Arosio, Neri Pozza, Vicenza, 2022, ISBN 978-88-545-2331-9
- Quella notte sotto la neve (Die Nacht unterm Schnee), traduzione di Enrico Arosio, Vicenza, Neri Pozza, 2023, ISBN 978-88-545-2723-2